# Janko Janeff

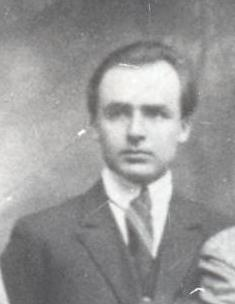
Janko Janeff (Foto von 1925 bis 1927)

Janko Janeff, auch Janev oder Janew, (bulgarisch Янко Янев; * 13. Dezember 1900 in Peschtera, Bezirk Pasardschik; † 13. Februar 1945 in Dresden) war ein autoritär denkender bulgarischer Dichter und Philosoph.

## Leben und Werk
Janko Janeffs Vater, Christo Janeff, war orthodoxer Konfession. Nach dem Schulbesuch in Peschtera wechselte Janko auf das Gymnasium in Plowdiw.

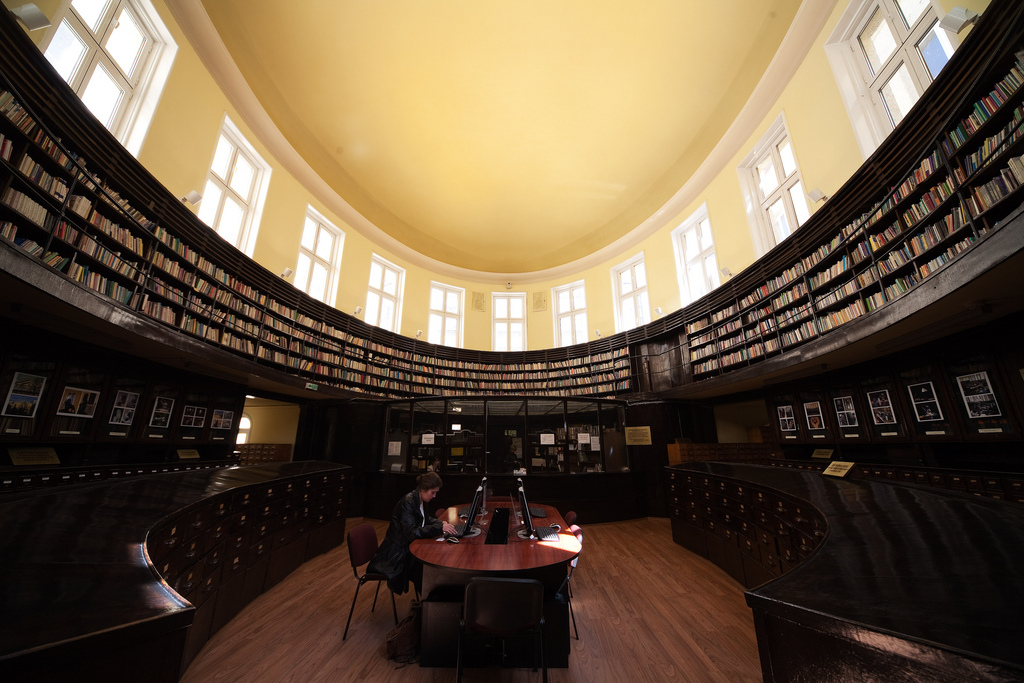
Die Universitäts-Bibliothek in Sofia

Mit 19 Jahren hatte er bereits drei Gedichtsammlungen vorgelegt: „Sünde und Kummer“, „Nach Norden“ (1918) und „Sehnsüchte“ (1919). 1919 zog es den Verehrer des völkisch-nationalistischen Publizisten Arthur Moeller van den Bruck nach Deutschland. In Halle erlernte er 1920 die deutsche Sprache. Eigentlich wollte er Dramaturgie studieren, immatrikulierte sich aber stattdessen für Philosophie. Bis 1923 war er Student in Leipzig bei Ernst Bergmann und Johannes Volkelt, in Freiburg im Breisgau bei Edmund Husserl und Joseph Geyser und ab dem 26. Oktober 1922 in Heidelberg. Seine ungedruckt gebliebene Doktorarbeit bei Heinrich Rickert trägt den Titel "Das Leben und das Überlebendige. Eine historische Untersuchung der Metaphysik Henry Bergsons". Am 5. Juli 1923 erhielt er die Exmatrikel, die Promotion zum Dr. phil. am 22. Januar 1924.
Anschließend ging er nach Bulgarien zurück und arbeitete in Sofia in der Universitäts-Bibliothek. In dieser Zeit entstanden die literarischen Werke: „Antichrist“ (1926), von 1927 bis 1928 zwei Bücher über Hegel und von 1928 bis 1932 folgten weitere Werke. In Bulgarien erschien das umfangreiche Werk „Der heroische Mensch“. 1936 erschien „Der Mythos auf dem Balkan“. Der Text fand „als Schulungsschrift in zahlreichen NS-Unterorganisationen Verwendung“.
Auf Einladung der Deutschen Reichsregierung ging Janeff nach Berlin, um an der dortigen Universität Vorlesungen zu halten. 1942 nahm er an der Konferenz „Neues Europa“ in Dresden teil und referierte zu dem Thema „Die Seele Europas“.
Am 13. Februar 1945 starb Janeff beim Bombenangriff auf Dresden.

## Rezeption
In der Nachkriegszeit wurden in der Sowjetischen Besatzungszone verschiedene Schriften Janeffs in die Liste der auszusondernden Literatur aufgenommen, weil sie Bestandteil der nationalsozialistischen Propaganda waren, darunter: Der Mythos auf dem Balkan (Verlag für Kulturpolitik, Berlin 1935), Aufstand gegen Europa (Verlag für Kulturpolitik, Berlin 1937)., Dämonie des Jahrhunderts (Helingsche Verlags Anstalt, Leipzig 1943)., ferner 1953 in der DDR Heroismus und Weltangst (Dt. Hort-Verlag, Herrsching 1937) sowie Südosteuropa und der deutsche Geist (Fritsch, Berlin 1943).
Der Holocaust-Leugner Erich Glagau verfasste eine umfängliche „Würdigung“ Janeffs. Der Leiter der bulgarischen Organisation „Neue Rechte“, Herausgeber und rechtsextremer Autor Anton Ratschev lobte Janeff als „Kulturphilosophen von Weltbedeutung“, der „mit seiner Kritik an der abendländischen Kultur und mit seinen Kampf gegen Rationalismus und Formalismus“ für die Neue Rechte „verständlich“ sei.

## Werke in deutscher Übersetzung
- Die Wende auf dem Balkan, Zürich : Albert Nauck & Cie 1936
- Der Mythos auf dem Balkan, Berlin: Verl. f. Kulturpolitik 1936
- Aufstand gegen Europa, Berlin: Verl. f. Kulturpolitik 1937
- Heroismus und Weltangst, Herrsching : Deutscher Hort-Verl. 1937
- Dämonie des Jahrhunderts, Leipzig 1939
- Zwischen Abend und Morgen : Eine Balkanrhapsodie, Berlin 1943
- Südosteuropa und der deutsche Geist, Berlin 1943